# توطئه در جنوا
توطئه در جنوا (انگلیسی: The Conspiracy in Genoa) فیلمی در ژانر درام به کارگردانی پل لنی است که در سال ۱۹۲۱ منتشر شد.

## بازیگران
- ویلهلم دیگلمان
- ماریا فاین
- فریتس کورتنر
- ارنا مورنا
- ایلکا گرونینگ
- ماگنوس اشتیفتر
- لوئیس برودی
- برنهارد گوتزکه
- ماکس گولشتورف
- لیدیا پوتچینا
- ویلیام دیترله